# Ludovic Durand
Pour les articles homonymes, voir Durand (patronyme).
Ludovic Durand né à Saint-Brieuc le 11 février 1832 et mort à Courbevoie en octobre 1905 est un sculpteur et photographe français.

## Biographie
Ludovic Eugène Durand est admis aux Beaux-Arts de Paris en 1848, où il est élève d'Armand Toussaint et de Léon Bonnat. Il débute à l’Exposition universelle de 1855 à Paris et expose régulièrement au Salon jusqu'en 1905. Il obtient une médaille de 2e classe en 1872 et de 3e classe classe en 1874.
La Bibliothèque nationale de France à Paris conserve un recueil de photographies de portraits d'artistes réalisé vers 1865-1867, dont il est l'auteur. Le timbre sec sur les épreuves mentionne : « 35 boulevard Pigalle - L. Durand & Cie - Paris ». Les personnalités du monde des arts qui ont posé pour lui sont les peintres Joseph Blanc, Henri Regnault, Louis Jacquesson de la Chevreuse, Flavien-Louis Peslin, Jules Machard, Gustave Jacquet et Ferdinand Humbert.
Il est le frère du compositeur Émile Durand (1830-1903).

## Œuvres
Allemagne
- Baden-Baden, théâtre de Baden-Baden (de), fronton : L'Art, la Renommée et la Musique, vers 1862, haut-relief en pierre[1].

France
- Blois : château de Blois : Histrio, 1872, statue en marbre[3].
- Bois-le-Roi, quai Olivier-Métra : Monument à Olivier Métra, 1892, buste en marbre (disparu)[4]. Le modèle en plâtre fut exposé au Salon de 1903[1].
- Carcassonne, musée des Beaux-Arts : Mercure, 1874, statue en marbre, exposé au Salon de 1874 (no 2831)[5]. Le modèle en plâtre fut exposé au Salon de 1873 (no 1639)[6]. Entre 1944 et 2010, un vandale a scié un pied et les mains du marbre[7].
- Compiègne, château de Compiègne : Aréthuse, 1865, statue en marbre[8].
- Dunkerque, musée des Beaux-Arts : Mercure, 1873, statue en plâtre, exposé au Salon de 1873 (no 1639)[1].
- Fontainebleau, château de Fontainebleau : Charles-François Daubigny, entre 1880 et 1882, buste en marbre, dépôt du musée d'Orsay, localisation actuelle inconnue[9].
- Louviers, place Ernest-Thorel : Exilé ou L'Homme aux chaînes, 1877, statue en marbre[10],[11].
- Marcilhac-sur-Célé, place Falret : Monument à Jean-Pierre Falret, 1870, buste en marbre[12].
- Morlaix : Monument à Charles Cornic, 1897, bronze et marbre. Le buste est envoyé à la fonte sous le régime de Vichy, remplacé par un buste en pierre commandé en 1947 à Jean Fréour[13].
- Paris :
  - boulevard de l'Hôpital : Monument à Philippe Pinel, 1885, bronze et pierre[14].
  - cimetière de Montmartre :
    - Érato, statue en bronze, et Joseph Mery, 1867, médaillon en bronze ornant la tombe de l'écrivain[15] ;
    - Émile Durand, 1904, médaillon en pierre ornant la tombe du compositeur, frère du sculpteur[1].

  - cimetière du Père-Lachaise : Ange, 1890, statue en marbre ornant la sépulture Bernard, division 65.
  - église Saint-Bernard de la Chapelle, porte centrale à l'intérieur : Saint Augustin, 1860, statue en pierre[1].
  - hôtel de ville, cour sud, façade est, 1er étage, niche gauche : Largillierre, 1882, statue en pierre[16].
  - Institut national agronomique Paris-Grignon : Monument à Teisserenc de Bort, 1892, buste en bronze[17].
  - musée du Louvre : Homme accroupi, portant un fardeau sur son épaule, 1900, plume, encre brune et pierre noire sur papier calque[18]. Dessin d'après la statue du Tâcheron de Tarbes.
- Tarbes, Jardin Massey : Le Tâcheron, 1900, statue en marbre[19].

Royaume-Uni
- Londres, Royal Opera House : Mme Adelina Patti, marquise de Caux, 1869, buste en marbre, exposé au Salon de 1869 (no 3412)[1].

Localisation inconnue
- La Métallurgie, 1878, statue en pierre pour le couronnement de la partie circulaire centrale du palais du Trocadéro à Paris[20].

Œuvres de Ludovic Durand
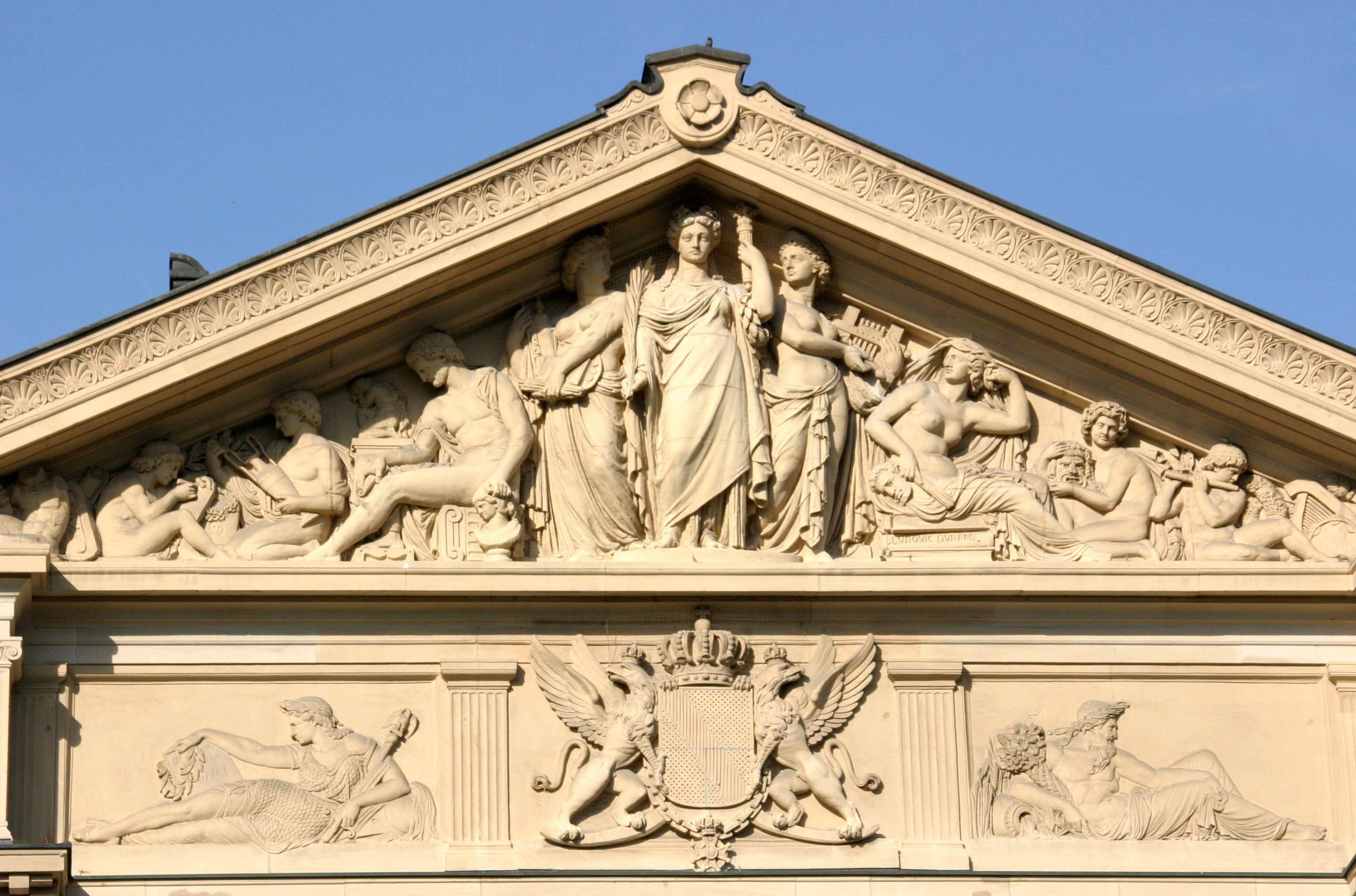
L'Art, la Renommée et la Musique (vers 1862), Baden-Baden,  théâtre de Baden-Baden (de).
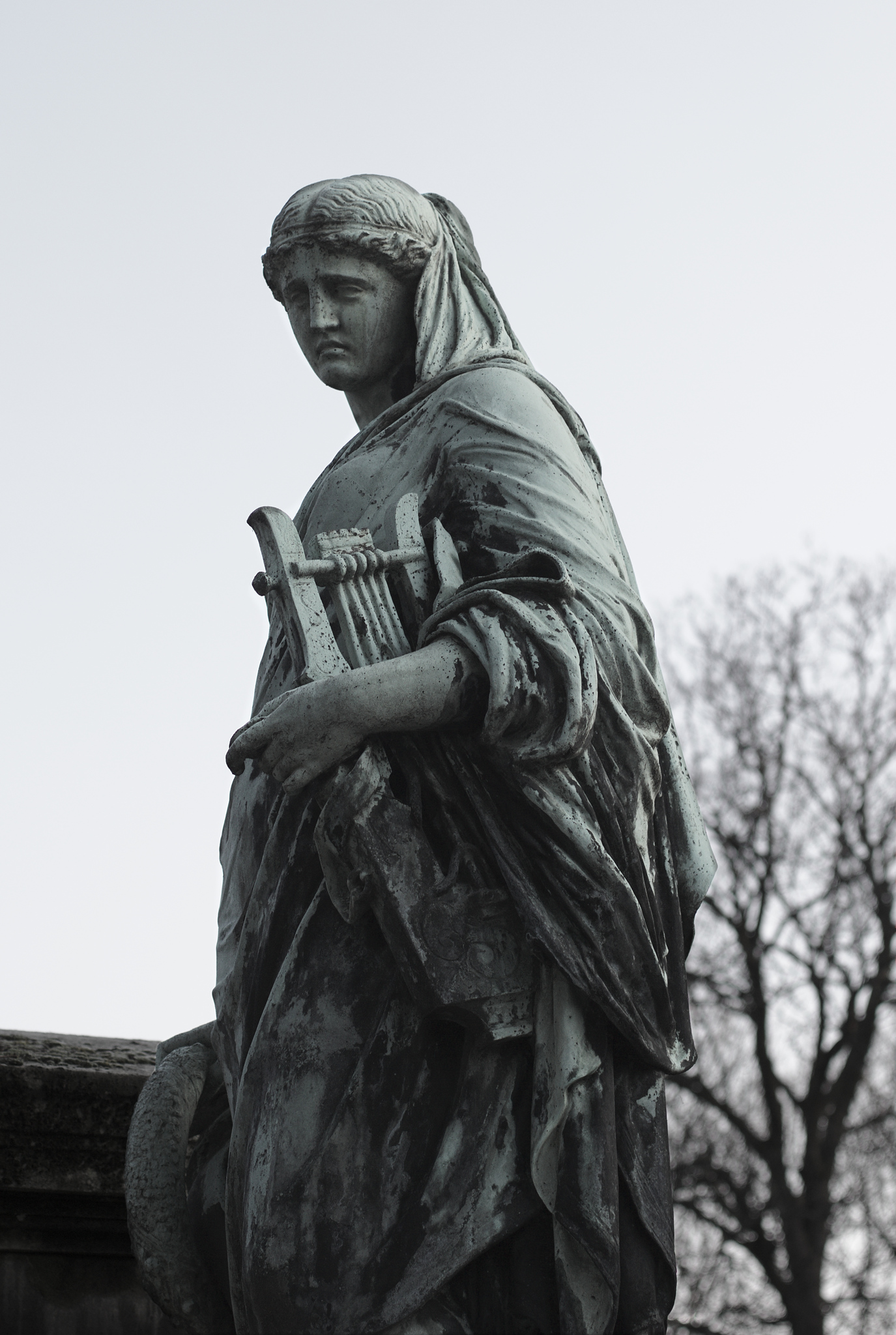
Érato (1867, détail), tombe de Joseph Mery, Paris, cimetière de Montmartre.
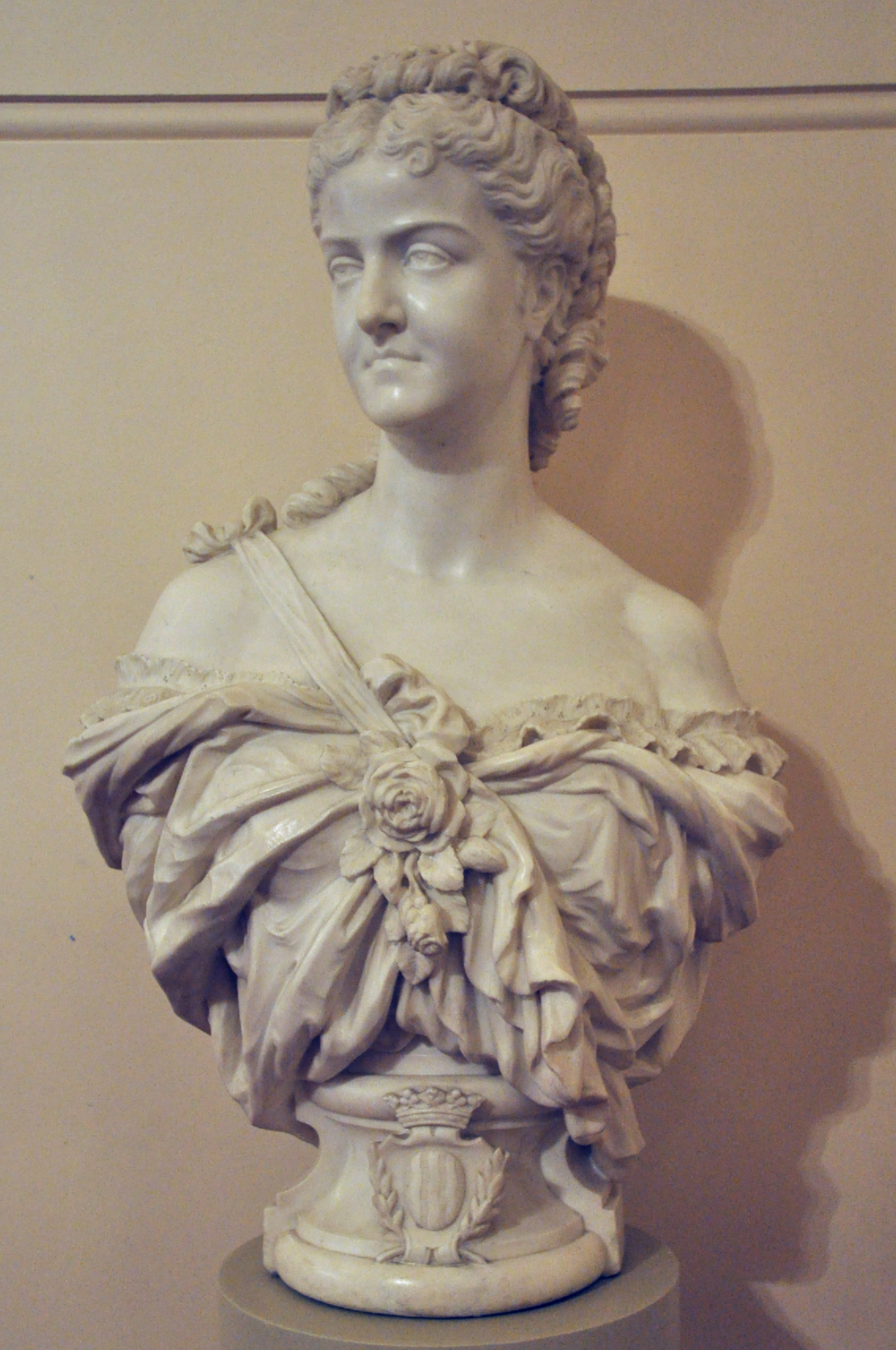
Mme Adelina Patti, marquise de Caux (1869), marbre, Londres, Royal Opera House.
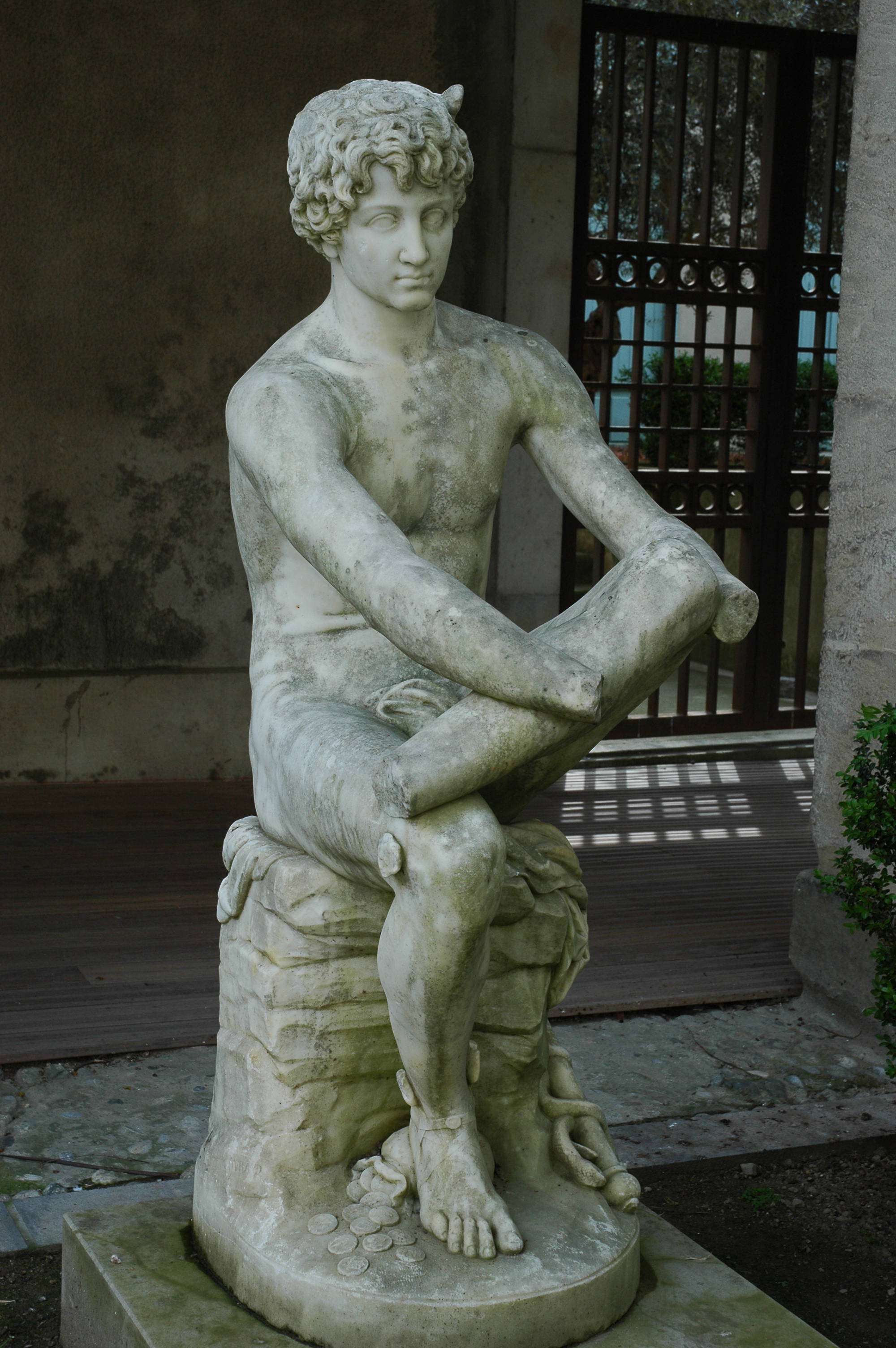
Mercure (1874), , Musée des Beaux-Arts de Carcassonne.
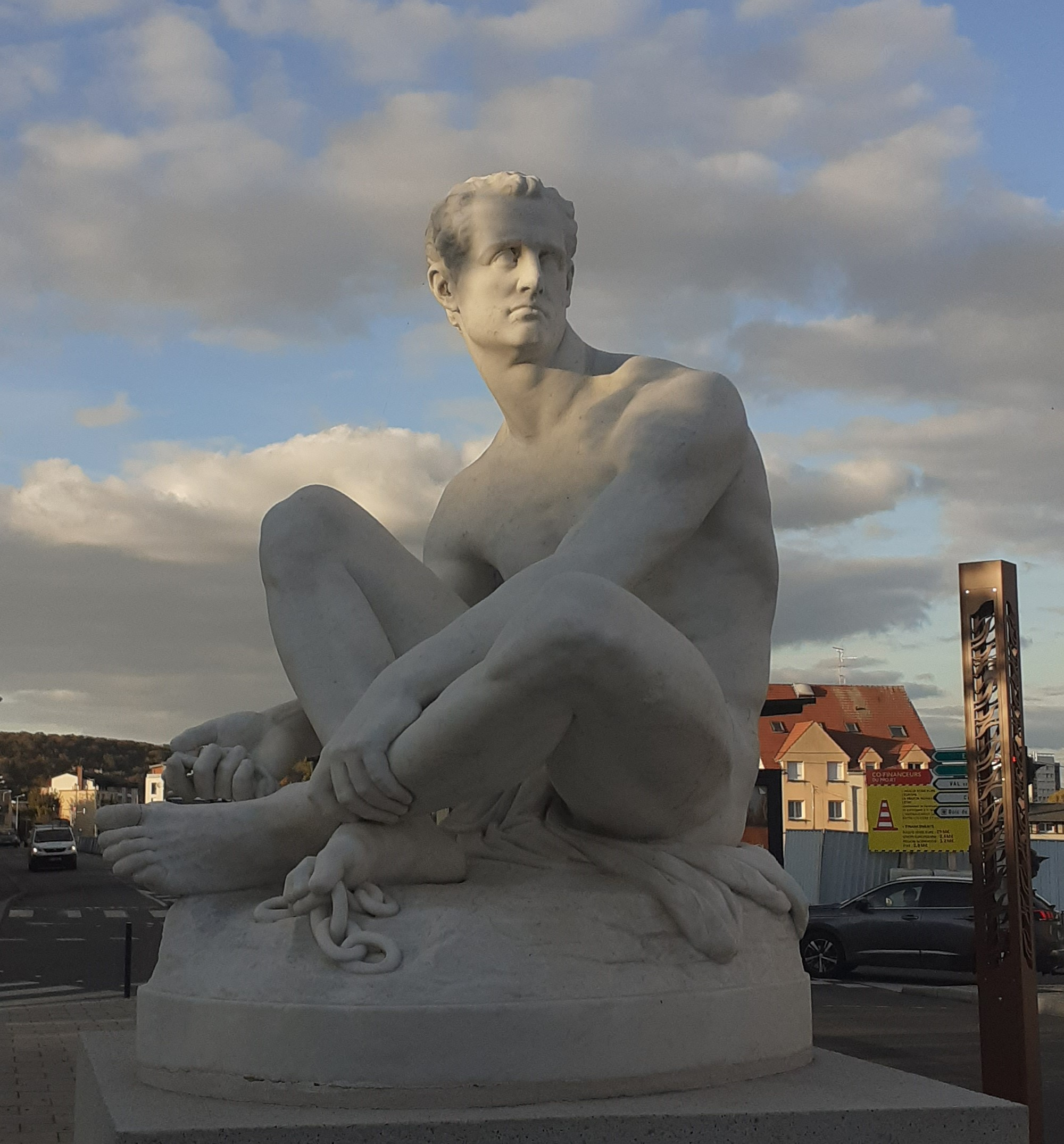
Exilé (1877), Louviers, place Ernest-Thorel.
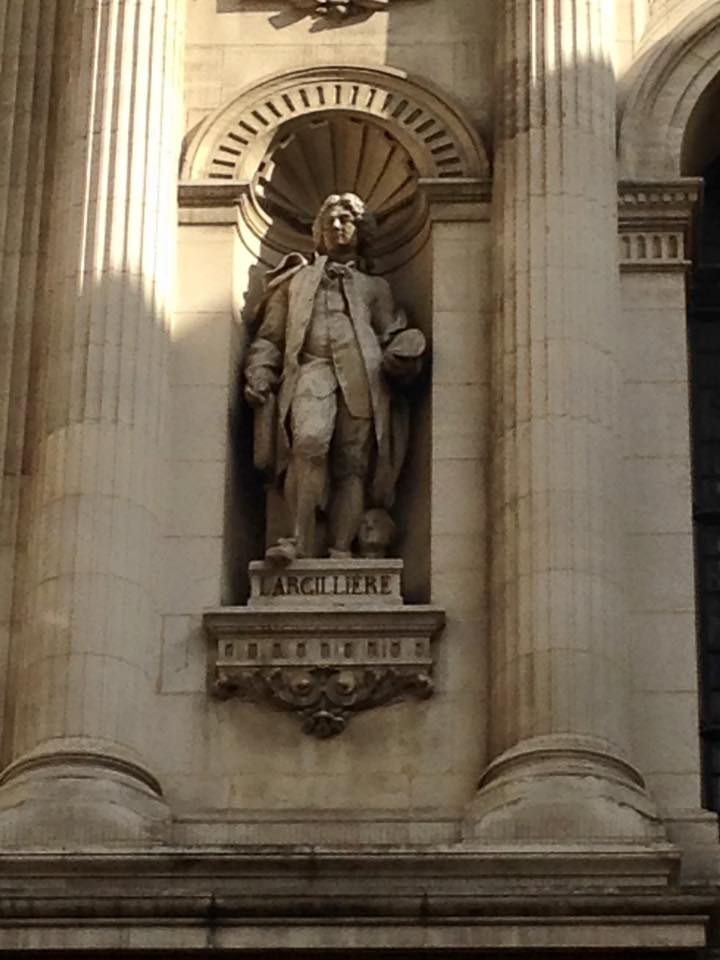
Largillierre, 1882, hôtel de ville de Paris.
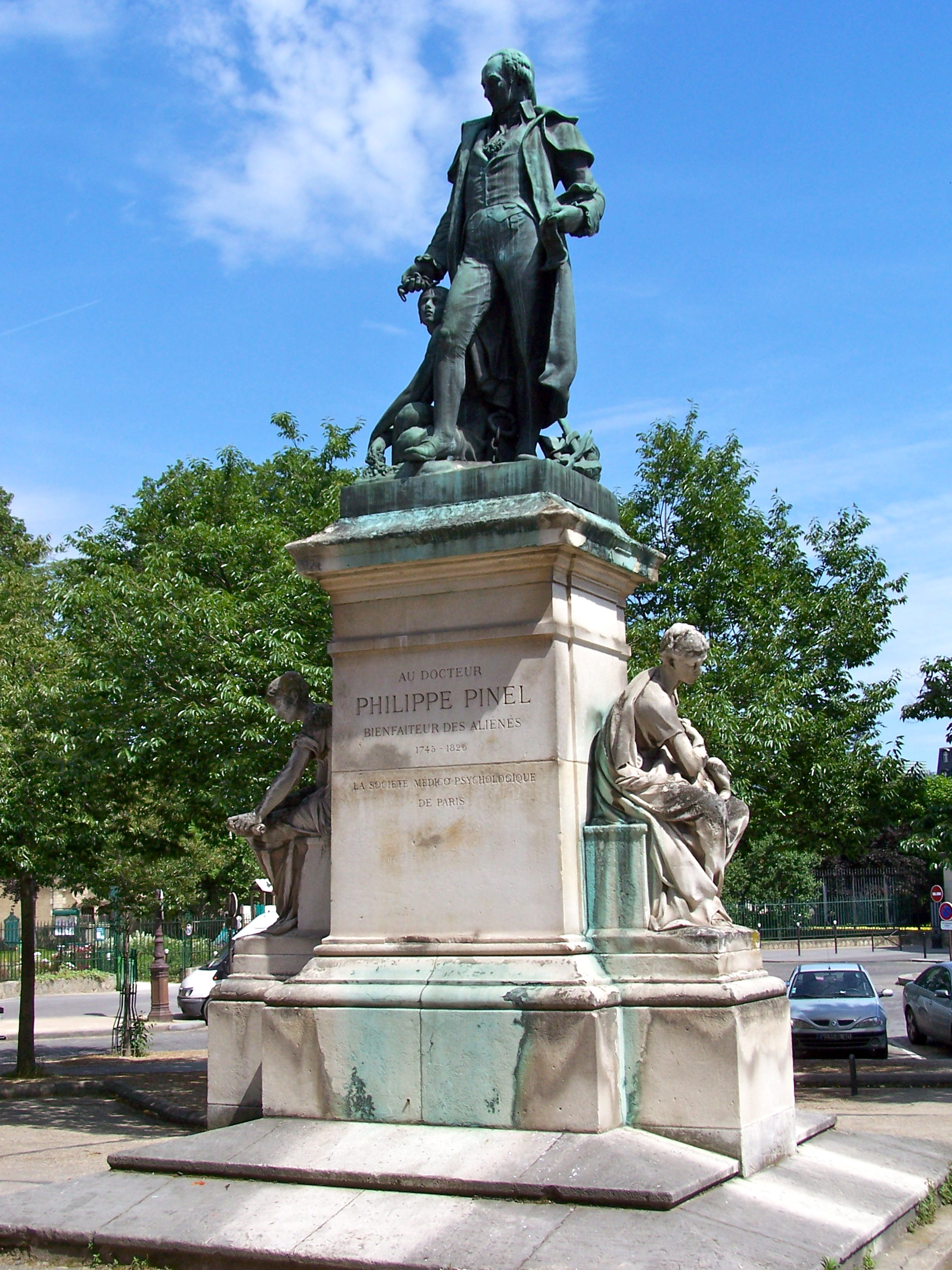
Monument à Philippe Pinel (1885), Paris, boulevard de l'Hôpital.
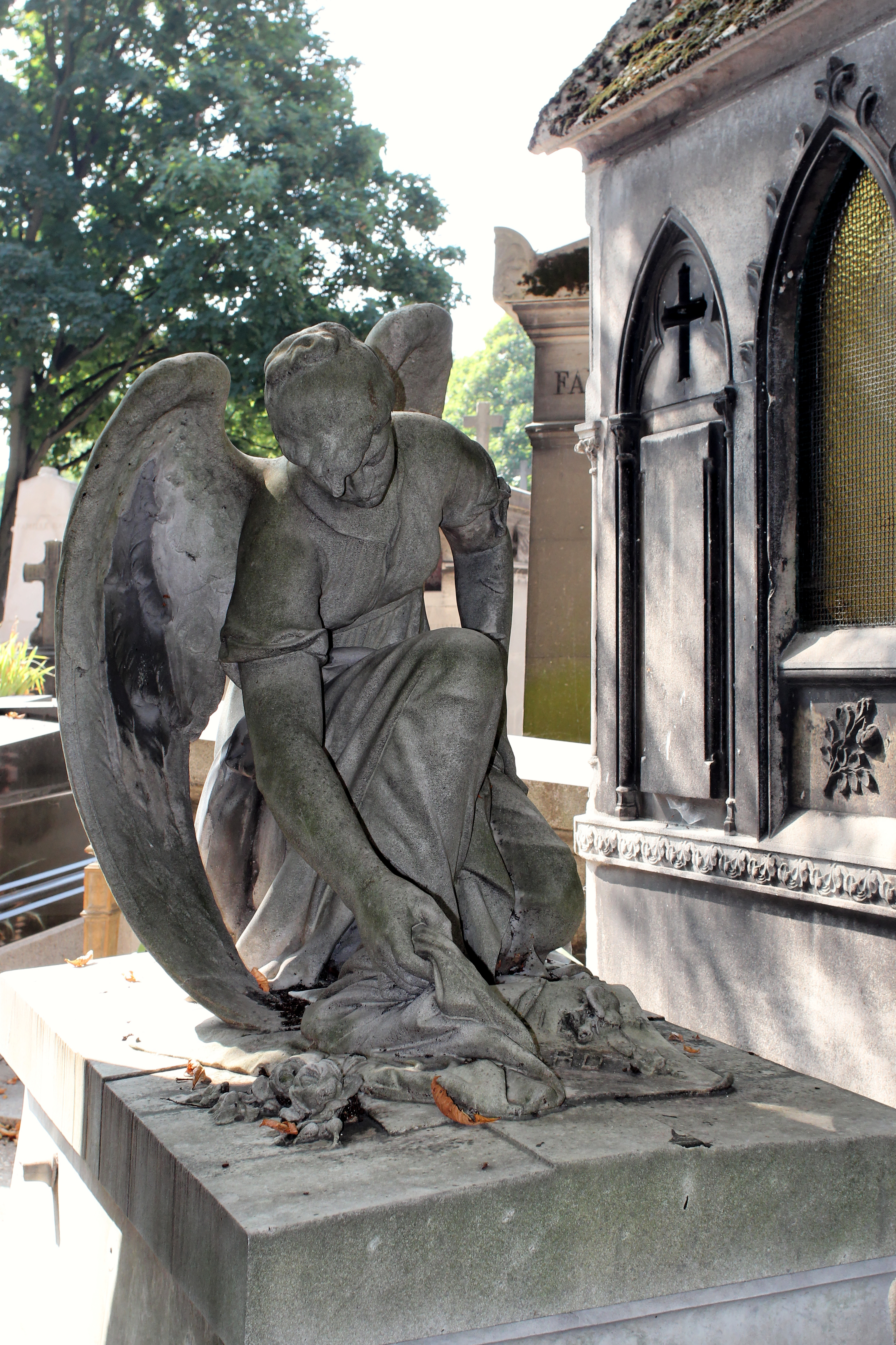
Ange (1890), sépulture Bernard, Paris, cimetière du Père-Lachaise.
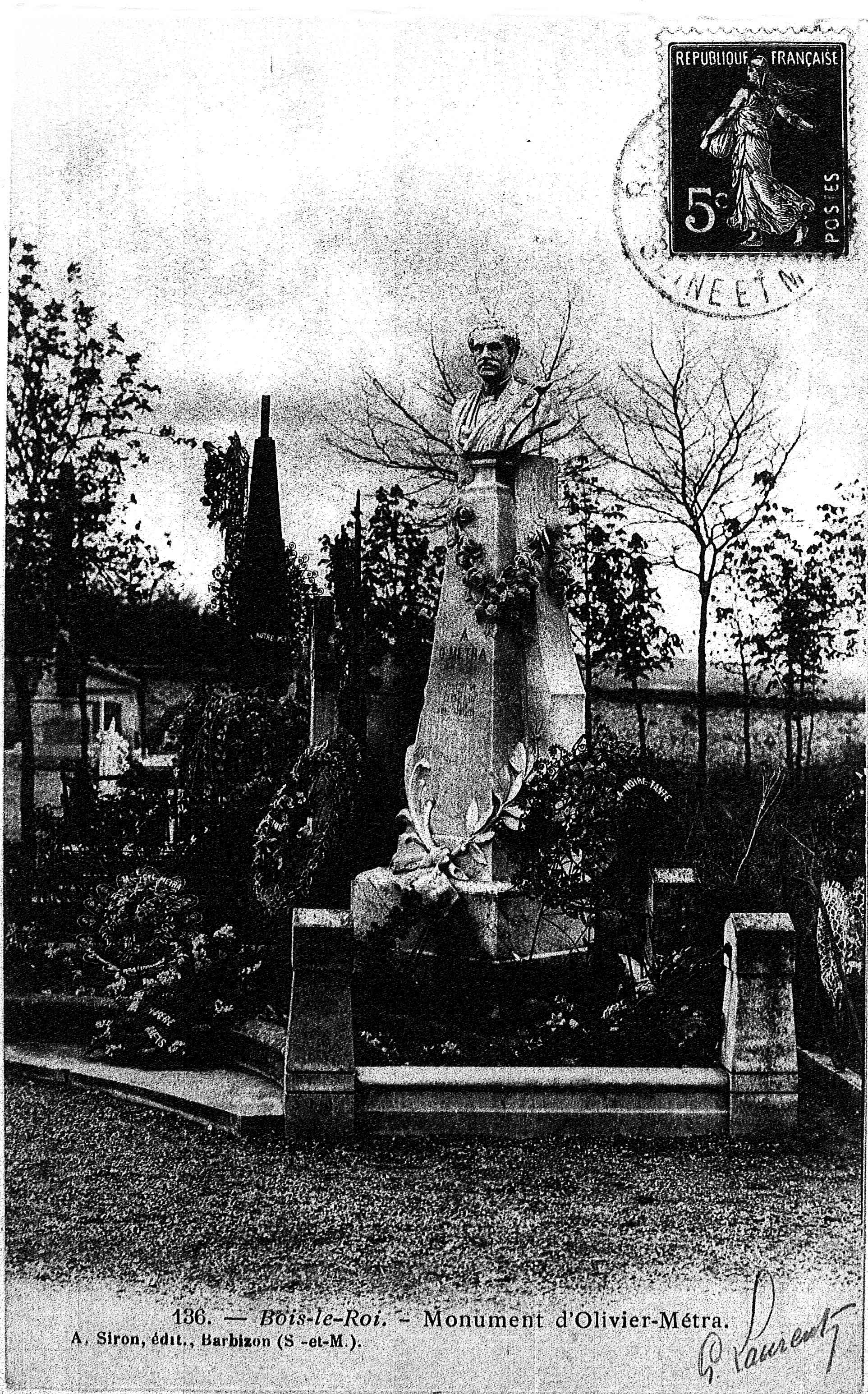
Monument à Olivier Métra, 1892, cimetière de Bois-le-Roi.
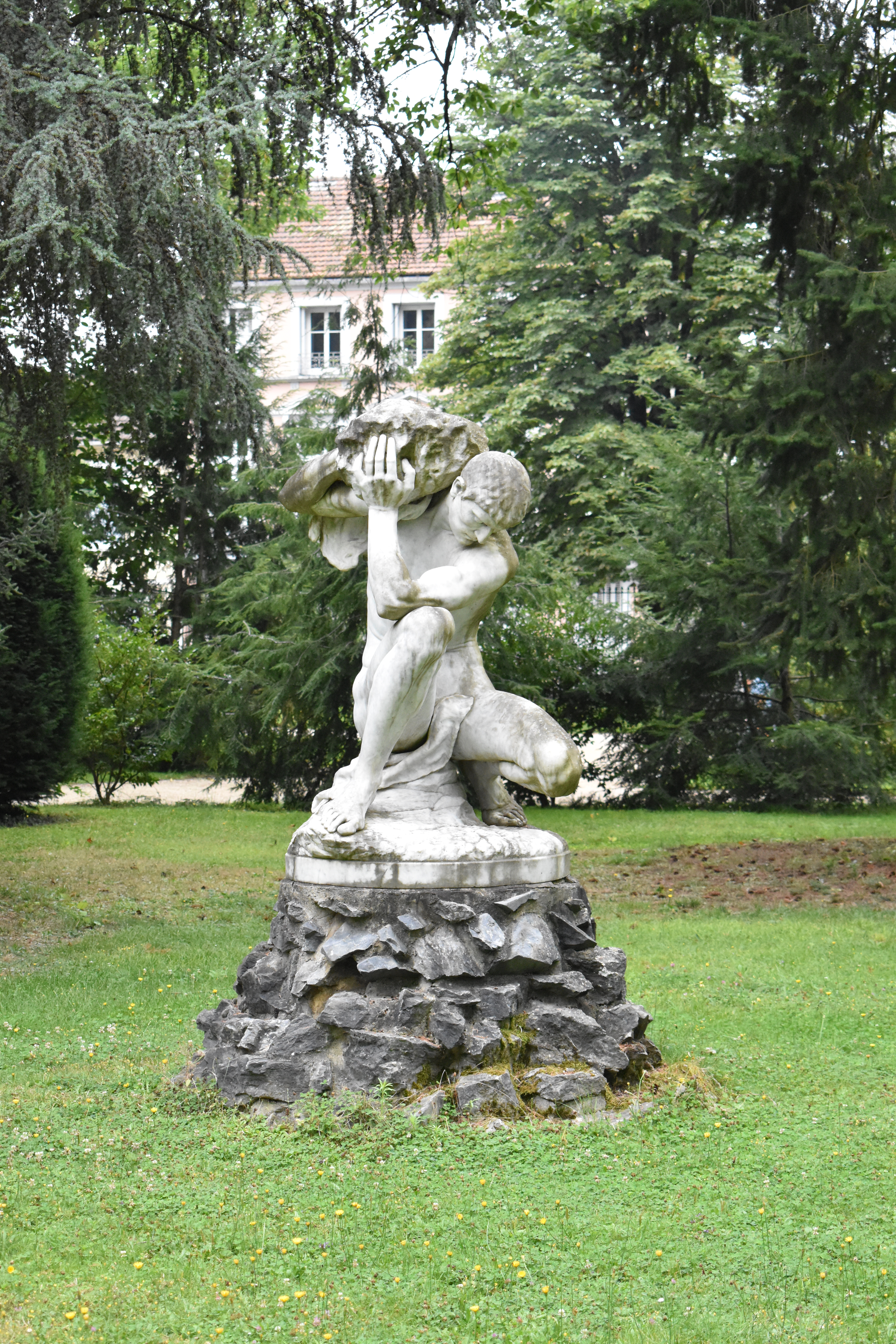
Le Tâcheron (1900), Tarbes, Jardin Massey.
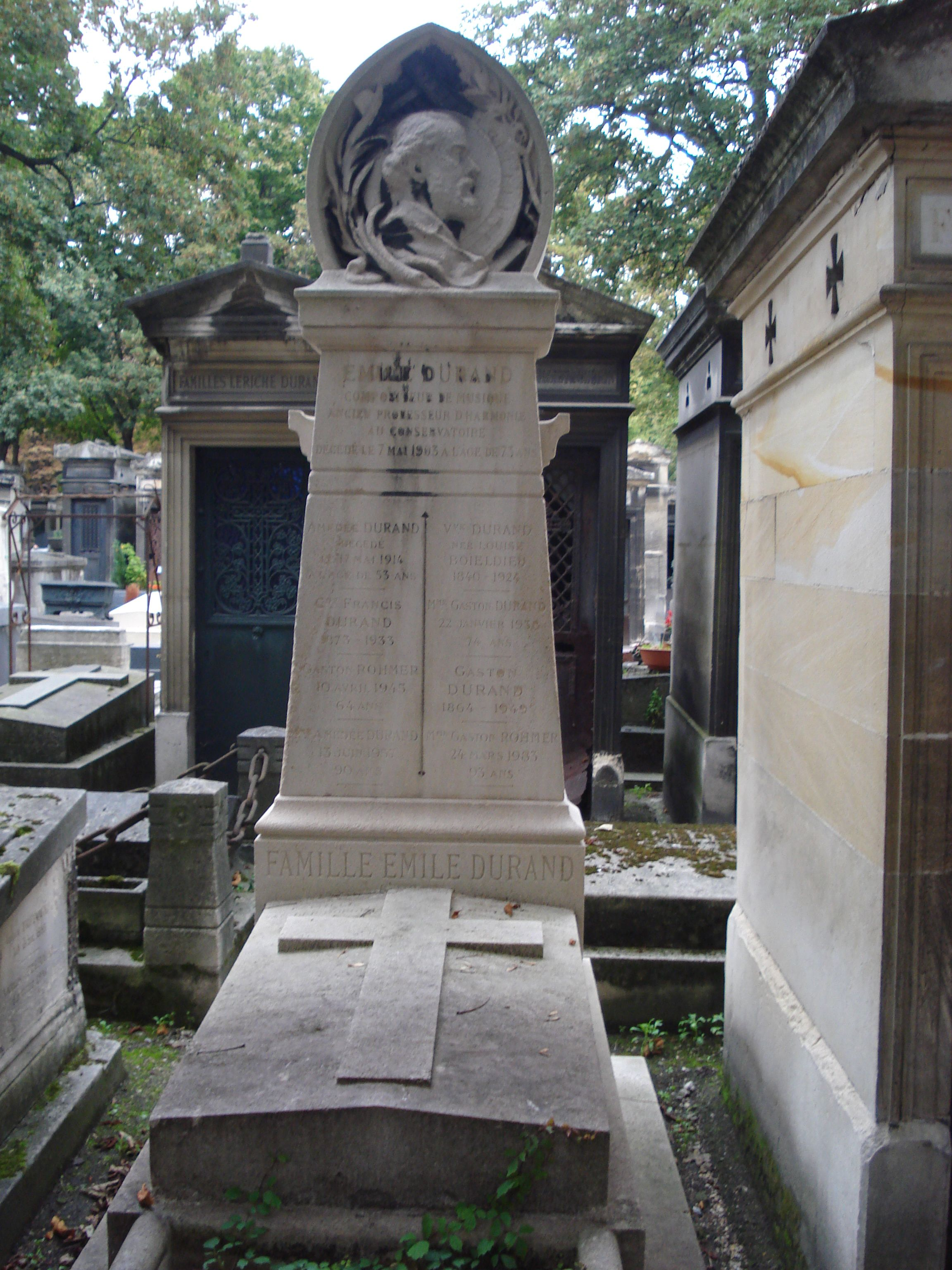
Émile Durand (1904), Paris, cimetière de Montmartre.